# Nerius ochraceus
Nerius ochraceus är en tvåvingeart som beskrevs av Ignaz Rudolph Schiner 1868. Nerius ochraceus ingår i släktet Nerius och familjen Neriidae. Inga underarter finns listade i Catalogue of Life.